# Asta Brügelmann

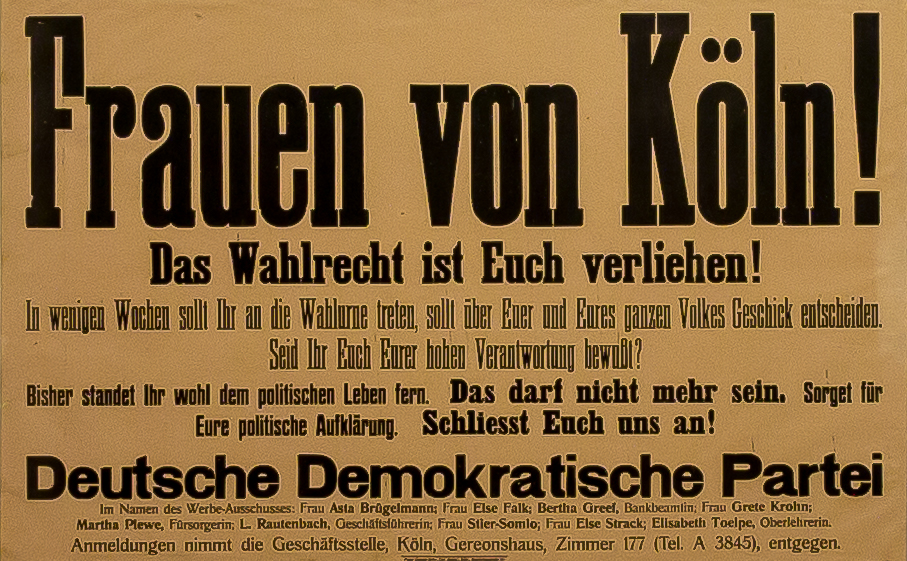
Wahlplakat zum Frauenwahlrecht in Köln für die Deutsche Demokratische Partei, von Asta Brügelmann mitunterzeichnet

Asta Emilie Wilhelmine Brügelmann (* 8. Juli 1893 in Kiel; † 31. Dezember 1969 in Köln) war eine deutsche Pazifistin und Frauenrechtlerin.

## Biographie

### Jugend und Familie
Asta Brügelmann war eine Tochter von Eduard von Pustau (1860–1940), Kapitän zur See, und seiner Frau Therese Henriette (1867–1945), geborene Pauli. Im Juni 1917 verlobte sich Asta von Pustau mit dem protestantischen Unternehmer Otto Brügelmann (1885–1969), Dr. jur., Oberleutnant der Reserve und Batterieführer. Am 17. August 1917 wurden Asta und Otto Brügelmann im Hotel Adlon in Berlin „kriegsgetraut“. Sie wurden Eltern von zwei Töchtern, der späteren Malerin Sybille Blumenfeld (1909–2000) und von Angela Kulenkampff (1918–2016), Gründerin des Vereins „Brücke Köln“, einer Fachstelle für Täter-Opfer-Ausgleich. Ein drittes Kind war Jan Brügelmann (1921–2012), der das Familienunternehmen übernahm und Kölner Bürgermeister wurde.
Mehrfach wurde Asta Brügelmann in den 1920er Jahren in Kölner Zeitungen auch als hervorragende Golfspielerin erwähnt und war vermutlich die einzige Frau im Kölner Golfclub in Rodenkirchen.
Asta Brügelmann starb 1969 – wenige Monate nach ihrem Ehemann – im Kölner St. Antonius Krankenhaus. Die Familiengrabstätte befindet sich auf dem Kölner Melaten-Friedhof (Flur 60).

### Engagement für den Frieden
Nachdem 1919 Frauen erstmals bei der Wahl zur Deutschen Nationalversammlung Stimmrecht hatten, wurde Asta Brügelmann im Werbeausschuss der Deutschen Demokratischen Partei aktiv und forderte Frauen mit Anzeigen auf, ihr Recht wahrzunehmen.

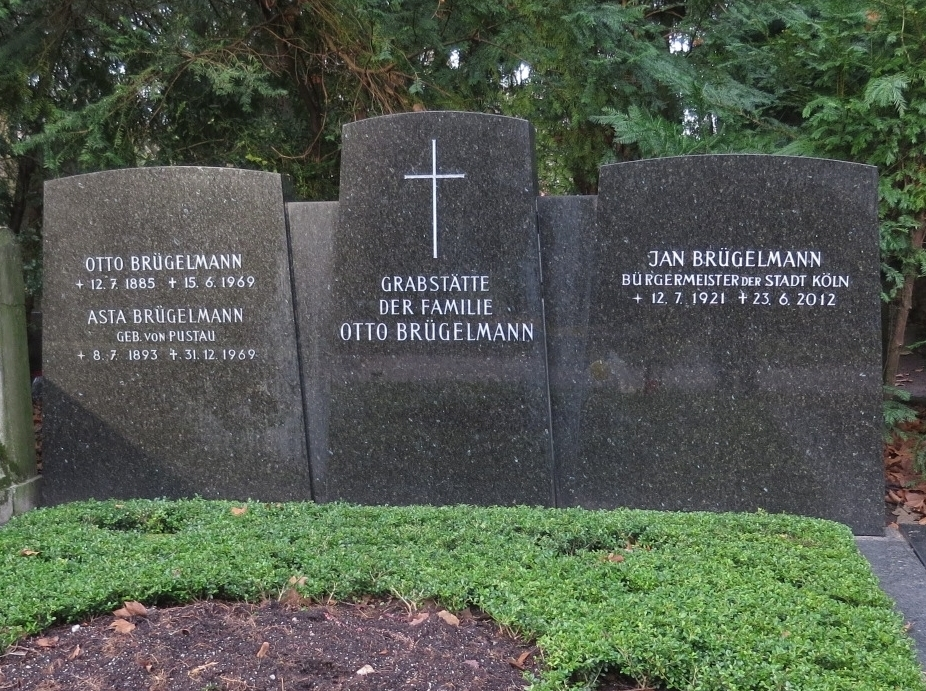
Grab der Familie Brügelmann auf dem Kölner Melaten-Friedhof

Brügelmann stand den Quäkern nahe, seitdem sich deren eher verstreute Gruppen 1925 zur „Deutschen Jahresversammlung“ zusammengeschlossen hatten. Auch war sie in der Deutschen Friedensgesellschaft in der Gruppe Köln aktiv, vermutlich durch eine Verbindung zu dem „roten Pfarrer“ Georg Fritze. Vom 17. bis 23. Juni 1929 fand in Berlin ein Kongress des Weltbundes für Frauenstimmrecht statt, an dem auch mehrere Frauen aus Köln teilnahmen, darunter Asta Brügelmann. Beeindruckt von den Möglichkeiten internationaler Zusammenarbeit lud sie drei Wochen später gleichgesinnte Frauen wie Hertha Kraus ein, um den Friedensgedanken zu verbreiten. Das Resultat war die Bildung einer „Kommission für praktische Friedensarbeit“, die sich dem „Stadtverband Kölner Frauenvereine“ anschloss. In den folgenden Jahren entwickelte die Kommission, die explizit internationalistisch und pazifistisch eingestellt war, eine emsige Tätigkeit; Rednerinnen und Redner aus anderen Ländern (darunter etwa ein Schüler Gandhis) hielten Vorträge, auch in Englisch und Französisch. Die Veranstaltungen wurden, um Frauen die Schwellenangst zu nehmen, meist in Privathäusern abgehalten. Ab 1931 konzentrierte sich die Kommission auf Jugendtreffen.
1929 fand eine Großkundgebung der Frauen mit der Forderung „Gegen den Gaskrieg“ im vollbesetzten Gürzenich statt. Prominente Gastrednerin war die Schweizer Naturwissenschaftlerin Gertrud Woker, die ein Verbot der Produktion chemischer Waffen forderte. Bei einer Veranstaltung im Jahr darauf war der erstarkende Nationalsozialismus das Thema. 1930 wurde der deutsche Zweig des „Weltfriedensbundes der Mütter und Erzieherinnen“ gegründet, und Asta Brügelmann übernahm die Geschäftsführung der Rheinischen Sektion. Allein in Köln hatte dieser Weltbund „aller Klassen, Rassen und Religionen“ rund 2000 zahlende Mitglieder. Die Geschäftsführung hatte ihren Sitz im Privathaus der Brügelmanns in der Mühlengasse. Nach der Machtergreifung durch die Nationalsozialisten schickte Asta Brügelmann ihre beiden Töchter nach England. Ostern 1934 wurde das Haus durchsucht, und sämtliche Unterlagen wurden beschlagnahmt.
Wenige Wochen nach Ende des Zweiten Weltkriegs nahm Asta Brügelmann ihr Engagement für den Frieden umgehend wieder auf und wurde erneut in mehreren Organisationen, unter anderem in der Europa-Union aktiv. So fungierte sie als Geschäftsführerin des Versöhnungsbundes in Deutschland, dessen Vorsitzender Friedrich Siegmund-Schultze war.